# Atletica leggera ai Giochi della XXXI Olimpiade - Staffetta 4×100 metri femminile

[https://www.youtube.com/watch?v=OS09GgaDhg8 Video della 2ª batteria

[https://www.youtube.com/watch?v=suE25yO5mHc Video ufficiale della Finale

La staffetta 4×100 metri ha fatto parte del programma femminile di atletica leggera ai Giochi della XXXI Olimpiade. La competizione si è svolta nei giorni 18 e 19 agosto allo Stadio Nilton Santos di Rio de Janeiro.

## Presenze ed assenze delle campionesse in carica
Per i campionati europei si considera l'edizione del 2014.
| Competizione            | Atleta        | Prestazione | Rio 2016 |
| ----------------------- | ------------- | ----------- | -------- |
| Olimpiadi 2012          | Stati Uniti   | 40”82       | Presenti |
| Commonwealth 2014       | Giamaica      | 41”83       | Presente |
| Europei 2014            | Gran Bretagna | 42”24       | Presente |
| Asiatici 2014           | Cina          | 42”83       | Presente |
| Panamericani 2015       | Stati Uniti   | 42”58       | Presenti |
| Africani 2015           | Nigeria       | 43”10       | Presente |
| Mondiali staffette 2015 | Giamaica      | 42”14       | Presente |
| Mondiali 2015           | Giamaica      | 41”07       | Presente |

## La gara
In semifinale le statunitensi vengono squalificate per aver perso il testimone. Presentano immediatamente reclamo. I giudici ordinano la ripetizione della gara: le americane dovranno correre da sole nella stessa corsia della gara precedente e devono fare meglio dell'ottava classificata: 42”70 (vedi Nota 2). Eseguono quanto viene loro richiesto in 41”77 e si qualificano.

In finale vincono battendo Giamaica (seconda anche a Londra) e Gran Bretagna.

Le prime quattro posizioni sono ben distanziate, essendoci una differenza di 35 centesimi tra prime e seconde, di quattro decimi tra seconde e terze e di oltre tre decimi tra terze e quarte.
Il tempo degli Stati Uniti è il secondo miglior tempo della storia dopo il record mondiale (40”82), che appartiene anch'esso alla nazione nordamericana. I tempi dalla seconda alla sesta classificata sono i più veloci in assoluto per tali posizioni.

## Risultati

### Batterie
Qualificazione: i primi 3 di ogni batteria (Q) e i 2 successivi migliori tempi (q).

#### Batteria 1
| Posizione | Corsia | Paese         | Atleti                                                                       | Tempo | Note |
| --------- | ------ | ------------- | ---------------------------------------------------------------------------- | ----- | ---- |
| 1         | 5      | Giamaica      | Simone Facey Sashalee Forbes Veronica Campbell-Brown Shelly-Ann Fraser-Pryce | 41"79 | Q    |
| 2         | 7      | Gran Bretagna | Asha Philip Desiree Henry Dina Asher-Smith Daryll Neita                      | 41"93 | Q    |
| 3         | 1      | Ucraina       | Olesya Povkh Natalia Pohrebniak Mariya Ryemyen Yelyzaveta Bryzgina           | 42"49 | Q    |
| 4         | 4      | Canada        | Farah Jacques Crystal Emmanuel Phylicia George Khamica Bingham               | 42"70 | q    |
| 5         | 6      | Cina          | Yuan Qiqi Wei Yongli Ge Manqi Liang Xiaojing                                 | 42"70 |      |
| 6         | 3      | Paesi Bassi   | Jamile Samuel Dafne Schippers Tessa van Schagen Naomi Sedney                 | 42"88 |      |
| 7         | 8      | Polonia       | Ewa Swoboda Marika Popowicz-Drapała Klaudia Konopko Anna Kiełbasińska        | 43"33 |      |
| 8         | 2      | Ghana         | Flings Owusu-Agyapong Gemma Acheampong Beatrice Gyaman Janet Amponsah        | 43"37 |      |

#### Batteria 2
| Posizione | Corsia | Paese             | Atleti                                                                  | Tempo  | Note     |
| --------- | ------ | ----------------- | ----------------------------------------------------------------------- | ------ | -------- |
| 1         | 7      | Germania          | Tatjana Pinto Lisa Mayer Gina Lückenkemper Rebekka Haase                | 42"18  | Q        |
| 2         | 8      | Nigeria           | Gloria Asumnu Blessing Okagbare Jennifer Madu Agnes Osazuwa             | 42"55  | Q        |
| 3         | 1      | Trinidad e Tobago | Semoy Hackett Michelle-Lee Ahye Kelly-Ann Baptiste Khalifa St. Fort     | 42"62  | Q        |
| 4         | 4      | Francia           | Floriane Gnafoua Céline Distel-Bonnet Jennifer Galais Stella Akakpo     | 43"07  |          |
| 5         | 5      | Svizzera          | Ajla Del Ponte Sarah Atcho Ellen Sprunger Salomé Kora                   | 43"12  |          |
| –         | 6      | Kazakistan        | Rima Kashafutdinova Viktoriya Zyabkina Yuliya Rakhmanova Olga Safronova | Squal. | R 163.3a |
| –         | 3      | Brasile           | Bruna Farias Franciela Krasucki Kauiza Venancio Rosangela Santos        | Squal. | R 163.2b |
| –         | 2      | Stati Uniti       | Tianna Bartoletta Allyson Felix English Gardner Morolake Akinosun       | N.D.   | [ 3 ]    |

#### Batteria di ripescaggio
| Posizione | Corsia | Paese       | Atleti                                                            | Tempo | Note |
| --------- | ------ | ----------- | ----------------------------------------------------------------- | ----- | ---- |
| 1         | 2      | Stati Uniti | Tianna Bartoletta Allyson Felix English Gardner Morolake Akinosun | 41"77 | q    |

### Finale
| Record mondiale e olimpico | Stati Uniti Tianna Madison, Allyson Felix, Bianca Knight, Carmelita Jeter | 40”82 | Londra | 10 agosto 2012 |

Venerdì 19 agosto, ore 22:15.
| Pos.    | Corsia | Paese             | Atlete                                                                        | Tempo | Note |
| ------- | ------ | ----------------- | ----------------------------------------------------------------------------- | ----- | ---- |
| Oro     | 1      | Stati Uniti       | Tianna Bartoletta Allyson Felix English Gardner Tori Bowie                    | 41"01 |      |
| Argento | 6      | Giamaica          | Christania Williams Elaine Thompson Veronica Campbell-Brown Shelly-Ann Fraser | 41"36 |      |
| Bronzo  | 5      | Gran Bretagna     | Asha Philip Desiree Henry Dina Asher-Smith Daryll Neita                       | 41"77 |      |
| 4       | 4      | Germania          | Tatjana Pinto Lisa Mayer Gina Lückenkemper Rebekka Haase                      | 42"10 |      |
| 5       | 7      | Trinidad e Tobago | Semoy Hackett Michelle-Lee Ahye Kelly-Ann Baptiste Khalifa St. Fort           | 42"12 |      |
| 6       | 8      | Ucraina           | Olesja Povch Natalia Pohrebniak Marija Riemien Elizaveta Bryzhina             | 42"36 |      |
| 7       | 2      | Canada            | Farah Jacques Crystal Emmanuel Phylicia George Khamica Bingham                | 43"15 |      |
| 8       | 3      | Nigeria           | Gloria Asumnu Blessing Okagbare Jennifer Madu Agnes Osazuwa                   | 43"21 |      |